# الغشة (يريم)

تعديل مصدري - تعديل

الغشة هي إحدى قرى عزلة ارياب بمديرية يريم التابعة لمحافظة إب، بلغ تعداد سكانها 49 نسمة حسب تعداد اليمن لعام 2004.